# Andrei Sangheli
Andrei Sangheli (nascido em 20 de julho de 1944) é um político moldavo.
Sangheli foi primeiro-ministro da Moldávia de 1992 a 1997.